# Groupe de travail sur la détention arbitraire
Le Groupe de travail sur la détention arbitraire (GTDA) - en anglais : Working Group on Arbitrary Detention (WGAD) - est un organisme mandaté par l'ONU regroupant des experts indépendants des droits humains qui enquêtent sur des cas d'arrestation et de détention arbitraire qui peuvent être en violation du droit international des droits de l'homme.
Il a été établi en 1991 par l'ancienne Commission des droits de l'homme des Nations unies comme l'une des « procédures spéciales » créées pour surveiller les violations des droits de l'Homme et est actuellement sous la tutelle du Conseil des droits de l'homme des Nations unies. En 2010, son mandat a été prorogé par le Conseil pour trois autres années.
Après vérification de l'information à partir d'une variété de sources, y compris les organisations non gouvernementales, les organismes intergouvernementaux et les familles des victimes, le Groupe de travail envoie des appels urgents aux gouvernements pour élucider le sort et la condition de ceux qui auraient été arrêtés. Elle peut également mener des missions d'enquête dans les pays qui ont adressé une invitation au groupe de travail.

## Membres
| Nom                                  | Pays                | Terme     |
| ------------------------------------ | ------------------- | --------- |
| Leigh Toomey (présidente-rapporteur) | Australie           | 2015-2021 |
| Seong-Phil Hong                      | République de Corée | 2014-2020 |
| Elina Steinerte (vice-présidente)    | Lettonie            | 2016-2022 |
| Miriam Estrada Castillo              | Équateur            | 2020-2026 |
| Mumba Malila                         | Zambie              | 2020-2026 |

| Nom                            | Pays |
| ------------------------------ | --- |
| Sètondji Roland Adjovi         | Benin |
| José Antonio Guevara Bermúdez  | Mexique |
| Vladimir Tochilovsky           | Ukraine |
| Aslan Abachidze                | Russie |
| Tamás Bán                      | Hongrie |
| Manuela Carmena                | Espagne |
| Seyyed Mohammad Hashemi        | Iran |
| Laity Kama                     | Sénégal |
| Louis Joinet                   | France |
| Kapil Sibal                    | Inde |
| Petr Uhl                       | République tchèque |
| Soledad Villagra de Biedermann | Paraguay |
| Leila Zerrougui                | Algérie |
| El Hadji Malick Sow            | Sénégal - (en) Cet article est partiellement ou en totalité issu de l’article de Wikipédia en anglais intitulé « Working Group on Arbitrary Detention » (voir la liste des auteurs). |
| Shaheen Sardar Ali             | Pakistan |
| Roberto Garretón Merino        | Chili |
| Mads Andenas                   | Norvège |

 Secrétaire : Miguel de la Lama.
Secrétariat : Helle Dahl Iversen. Nathalie Montchovet